# Valiant-Klasse (1759)
Die Valiant-Klasse, auch als Triumph-Klasse bezeichnet, war eine Klasse von zwei 74-Kanonen-Linienschiffen 3. Ranges der britischen Marine, die auf den Linien des 1747 erbeuteten französischen Linienschiffes Invincible basierte und von 1759 bis 1850 in Dienst stand.

## Einheiten
| Name    | Bauwerft                   | Bestellung   | Kiellegung      | Stapellauf      | Indienststellung | Verbleib                                          |
| ------- | -------------------------- | ------------ | --------------- | --------------- | ---------------- | ------------------------------------------------- |
| Triumph | Woolwich Dockyard Woolwich | 21. Mai 1757 | 21. Januar 1758 | 3. März 1764    | Mai 1766         | Ab 1813 Hafendienst und ab Juni 1850 abgebrochen  |
| Valiant | Chatham Dockyard Chatham   | 21. Mai 1757 | 1. Februar 1758 | 10. August 1759 | 21. August 1759  | Ab 1799 Hafendienst und ab April 1826 abgebrochen |

## Technische Beschreibung
Die Klasse war als Batterieschiff mit zwei durchgehenden Geschützdecks konzipiert und hatte eine Länge von 52,14 Metern (Geschützdeck), eine Breite von 14,95 Metern und einen Tiefgang von 6,42 Metern bei einer Vermessung von 1.793 tons (bm). Sie waren Rahsegler mit drei Masten (Fockmast, Großmast und Kreuzmast). Der Rumpf schloss im Heckbereich mit einem Heckspiegel, in den Galerien integriert waren, die in die seitlich angebrachten Seitengalerien mündeten.
Die Besatzung hatte eine Stärke von 650 Mann. Die Bewaffnung der Klasse bestand bei Indienststellung aus 74 Kanonen.
|                | Unteres Batteriedeck | Oberes Batteriedeck | Backdeck      | Achterdeck     | Kanonen (Geschossgewicht) |
| -------------- | -------------------- | ------------------- | ------------- | -------------- | ------------------------- |
| Design         | 28 × 32-Pfünder      | 30 × 24-Pfünder     | 2 × 9-Pfünder | 14 × 9-Pfünder | 74 Kanonen (399,08 kg)    |
| 1787 (Triumph) | 28 × 32-Pfünder      | 30 × 18-Pfünder     | 2 × 9-Pfünder | 14 × 9-Pfünder | 74 Kanonen (358,265 kg)   |